# Stade Stélios-Kyriakídis
Le stade Stélios-Kyriakídis (en grec moderne : Στάδιο Στέλιος Κυριακίδης), est un stade omnisports chypriote situé dans la ville de Paphos en Chypre. Il a une capacité de 9 394 places. Le stade possède également une piste de 400 mètres.
Il accueille les rencontres à domicile de l'équipe de Chypre de rugby à XV et de deux équipes du championnat de Chypre : l'Paphos FC et l'Akrítas Chlórakas.

## Histoire
Auparavant, l'AE Paphos jouait au stade GSK.
Inauguré en 1985, le stade Stélios-Kyriakídis est le terrain de jeu de l'AE Paphos et de l'AE Kouklion depuis que le club est promue en première division en 2013. L'APOP Kinyras Peyias, il a joué une saison quand le club évoluait en première division durant la saison 2005/2006.
En 1992, le championnat d'Europe de football des moins de 16 ans a été organisé à Chypre et trois matches du tournoi ont été accueillis dans le stade.
En 2007, le stade accueille les rencontres à domicile de l'équipe de Chypre de rugby à XV, après avoir joué un total de trois matchs dont trois victoires. Le 24 mars, c'est premier match officiel de l'équipe de Chypre contre la Grèce (victoire 39-3).
L'enceinte accueille à la fois des compétitions de football, de rugby et d'athlétisme.

## Événements
- Championnat d'Europe de football des moins de 16 ans 1992